# Eugeissona tristis
Eugeissona tristis är en enhjärtbladig växtart som beskrevs av William Griffiths. Eugeissona tristis ingår i släktet Eugeissona och familjen Arecaceae. Inga underarter finns listade i Catalogue of Life.